# سالفتوري كاسكيو
سالفتوري كاسكيو (بالإيطالية: Salvatore Cascio)‏ هو ممثل إيطالي، ولد في 8 نوفمبر 1979 في إيطاليا.

## أعمال

### أفلام
- (1988) سينما باراديزو الجديدة
- (1990) الجميع بخير

## وصلات خارجية
- سالفتوري كاسكيو على موقع IMDb (الإنجليزية)
- سالفتوري كاسكيو على موقع ألو سيني (الفرنسية)
- سالفتوري كاسكيو على موقع قاعدة بيانات الفيلم (الإنجليزية)